# Monceaux-le-Comte
Monceaux-le-Comte è un comune francese di 169 abitanti situato nel dipartimento della Nièvre nella regione della Borgogna-Franca Contea.

## Società

### Evoluzione demografica
Abitanti censiti